# Club Esportiu Júpiter
El Club Esportiu Júpiter és un club de futbol fundat el 1909 al barri de Poblenou, a Barcelona, que d'ençà de 1948 juga els seus partits al barri de la Verneda. És un dels històrics del futbol català i un club estretament vinculat amb l'esquerra política i el catalanisme, tant en els seus inicis com a l'actualitat.

## Història

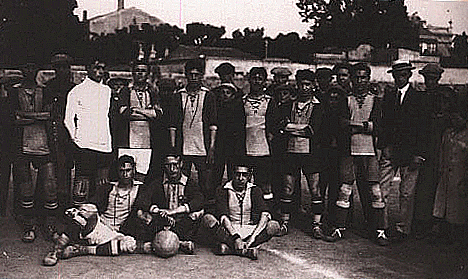
Plantilla de 1916.

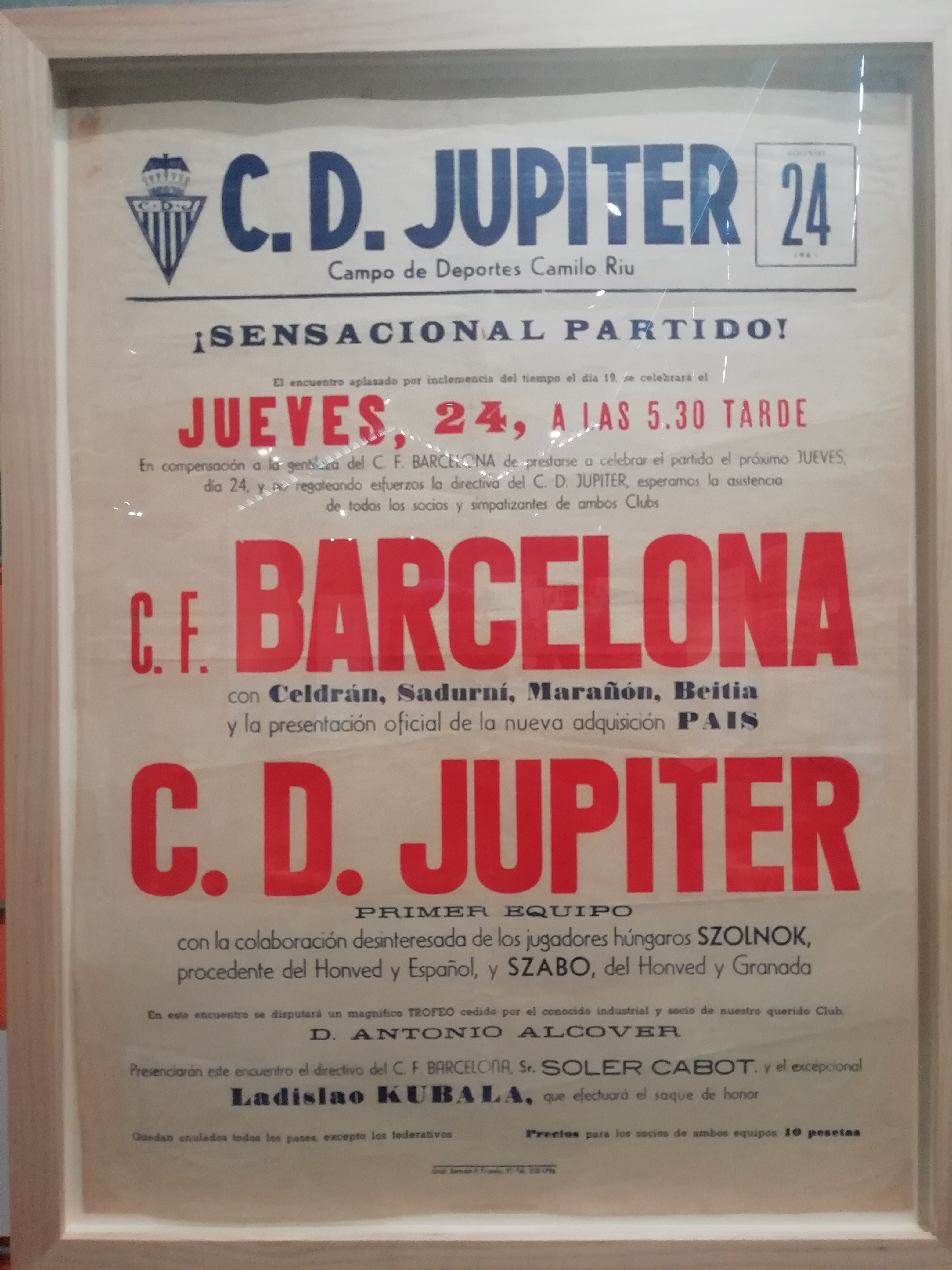
Pòster anunciant el partit Júpiter-Barcelona (24-8-1961).

El CE Júpiter es va fundar el 12 de maig de 1909 a la cerveseria Cebrián, al Poblenou, en el local que actualment ocupa l'orxateria Tio Che. Els fundadors foren dos anglesos que aleshores treballaven al Poblenou (encapçalats per David Mauchan), mitjançant la fusió de dos equips amateurs del barri, l'Anglo-Espanyol i l'Stadium Nacional. Van triar el nom del club per un concurs de globus que aquella tarda es va celebrar a la platja de la Mar Bella.
El 1912, el Júpiter s'afilià a la Federació Catalana. Els seus primers colors foren blau-cel i blanc; més tard el verd; i finalment, el gris-grana actual.
La secció d'excursionisme del CE Júpiter es va fundar el 1916 amb el nom de Secció Excursionista del Club Esportiu Júpiter, que el 1921 es va reanomenar Agrupació Excursionista Icària i el 2 d'abril de 1922 va inaugurar un local a la rambla del Poblenou.
El 1917, el Júpiter es proclamà campió de Barcelona de Segona Categoria i el 1925 fou campió de Catalunya i d'Espanya del grup B, equivalent a la Segona Divisió actual.
El 1929, el Júpiter es proclama campió de Catalunya de Segona Categoria Preferent. El 18 de setembre de 1921 inaugurà el camp de futbol situat a la cruïlla dels carrers Pujades i Llull.
Els millors anys del Júpiter van ser a la dècada del 1930, quan va arribar a tenir 2000 socis i competia amb Barça i Espanyol en l'àmbit català, a més d'aconseguir l'ascens a Segona Divisió el 1934, i en la qual jugarà durant les temporades 1934-1935 i 1935-1936. En aquests anys, l'uniforme tradicional gris-grana canvia a verd i blanc en homenatge al Reial Betis i per distingir-se del FC Barcelona, amb el uniforme blaugrana l'antic uniforme del Júpiter tenia molt en comú.
Des del seu inici, el Júpiter anà acompanyat de clares connotacions polítiques, sent un club proper a l'anarcosindicalisme i identificat amb el catalanisme polític. El seu escut quadribarrat i estelat fou prohibit l'any 1924 pel dictador espanyol Primo de Rivera. Amb la proclamació de la Segona República Espanyola i l'establiment de la Generalitat de Catalunya el 1932, l'equip va a disposar novament del seu escut tradicional. Això es va fer oficial durant un partit contra el Palafrugell, amb el lliurament d'una insígnia amb els motius de l'escut al president Francesc Macià.
El 1936, després de la victòria del Front Popular i del Front d'Esquerres a Espanya i Catalunya respectivament, el Júpiter i altres clubs esportius dels barris populars de la ciutat, com Sants, Sant Andreu o Sant Martí, van col·laborar en la constitució del Comitè Català Pro Esports Populars (CCEP), organització esportiva antifeixista en pro de l'extensió de la pràctica esportiva entre la classe obrera, i en la celebració de l'Olimpíada Popular de Barcelona, frustrada per la revolta militar contra la República que dona inici a la Guerra Civil.
El 1939, acabada la guerra, les noves autoritats tornen a prohibir l'escut jupiterenc i s'obliga a canviar el nom del club pel de CD Hércules, a més d'intentar, sense èxit, convertir el club en filial del RCD Espanyol, equip amb el qual existia una enorme distància en el terreny polític i social (l'Espanyol era identificat com el club de la burgesia conservadora i ara aliada del nou règim franquista). El 1940 es retorna el nom original, però no l'escut.
El 1948, el club inaugura el camp de La Verneda, al carrer Agricultura del barri de Sant Martí de Provençals, on encara juga. L'any 1959 amb la celebració de les noces d'or del club, l'equip recupera els colors gris i grana tradicionals. No és fins a l'assemblea de l'any 1989 que els socis acorden per majoria retornar l'escut original al club.
La temporada 2007-2008 va descendir a 1a territorial. En tres temporades el club ha sofert 2 descensos.
Al maig del 2009 van començar els actes del Centenari del club. Jordi Hereu, l'alcalde en aquell moment, va entregar al CE Júpiter la Medalla d'or de la ciutat.
El CE Júpiter incorpora un equip femení molt prometedor a la temporada del 2009.
El 8 d'abril de 2019 va participar en eld actes de celebració de la quarta edició de la Primavera Republicana amb un partit de futbol contra el Clapton Community FC, un modest equip londinenc que funciona en format de cooperativa. Són clarament contraris al sexisme, l'homofòbia, la xenofòbia i el feixisme, i juguen amb la samarreta republicana tricolor on hi duen el lema "No pasarán" escrit en castellà.

### Evolució de l'uniforme
Fonts:
| 1913 | 1916 | 1920 | 1931 | 1959 |

| 1978 | 2010 | 2016 | 2018 | 2020 |

## L'incident de la Marxa Reial
El dia 14 de juny de 1925, el Camp de les Corts del Futbol Club Barcelona és escenari i testimoni d'un episodi que ha passat a la història del club blaugrana i del Júpiter.
El club havia organitzat un partit contra el Júpiter en homenatge a l'Orfeó Català. Abans de començar el partit, la banda de música de la British Royal Marine (ancorada en el port de Barcelona) va interpretar els himnes espanyol i britànic. I el públic va xiular sorollosament la Marxa Reial i va aplaudir el God Save the King britànic.
L'autoritat governativa, en represàlia pels fets del partit Barça-Júpiter, va tancar el Camp de les Corts per a una durada de sis mesos, que finalment fou reduïda a tres. El president del FC Barcelona, Joan Gamper, va presentar la dimissió.

## Palmarès
Competicions vigents:
- 2 lligues de Primera Catalana (1965, 2015)
- 1 lliga de Segona Catalana (2010)
- 5 edicions del Torneig d'Històrics (1985, 1988, 1989, 1995, 2000)
- 3 edicions del Torneig Vila de Sant Martí (2007, 2009, 2013)

Competicions extintes:
- 1 Campionat d'Espanya de Segona Categoria (equivalent a la lliga de 2a divisió actual) (1925)
- 5 edicions del Campionat de Catalunya de Segona Categoria (1916-1917, 1924-1925, 1927-1928, 1928-1929, 1936-1937)
- 1 Primera Regional (1): 1944[16]
- 1 Copa Catalana: 1967[17]
- 1 Campionat de Barcelona de Segona Categoria (1917)

Altres honors:
- Finalista de la Copa del Rei de Juvenils (1966)

## Temporades
El club ha estat en les següents categories: 
- 2 temporades a Segona Divisió
- 1 temporada a Segona Divisió B
- 44 temporades a Tercera Divisió
- 10 temporades a Primera Catalana
  - 9 temporades a 1a Cat. Reg. A (categoria desapareguda als anys 70)
  - 6 temporades a Primera Divisió Catalana (categoria desapareguda el 2011)
- 1 temporada a Segona Catalana
  - 10 temporades a Preferent (categoria desapareguda el 2011)
- 2 temporades a Primera Territorial (categoria desapareguda el 2011)
- 1 temporada a la Lliga Catalana (torneig de la temporada 1937-38)

| - 1929-30: 3a Divisió 4t - 1930-31: 3a Divisió 4t - 1931-32: 3a Divisió 6è - 1932-33: 3a Divisió 5è - 1933-34: 3a Divisió 2n - 1934-35: 2a Divisió 7è - 1935-36: 2a Divisió 7è - 1936-37: 1a Catalana 3r - 1937-38: Lliga Catalana 7è - 1938-39: - 1939-40: - 1940-41: Primera Regional 4t - 1941-42: Primera Regional 10è - 1942-43: - 1943-44: - 1944-45: 3a Divisió 5è - 1945-46: 3a Divisió 2n - 1946-47: 3a Divisió 2n - 1947-48: 3a Divisió 3r - 1948-49: 3a Divisió 11è - 1949-50: 3a Divisió 13è - 1950-51: 3a Divisió 15è | - 1954-55: 3a Divisió 11è - 1955-56: 3a Divisió 11è - 1956-57: 3a Divisió 22è - 1957-58: 3a Divisió 17è - 1958-59: Categoria Regional 1r - 1959-60: 3a Divisió 7è - 1960-61: 3a Divisió 8è - 1961-62: 3a Divisió 14è - 1965-66: 3a Divisió 17è - 1970-71: 3a Divisió 18è - 1972-73: 3a Divisió 17è - 1977-78: 3a Divisió 12è - 1978-79: 3a Divisió 14è - 1979-80: 3a Divisió 8è - 1980-81: 3a Divisió 6è - 1981-82: 3a Divisió 5è - 1982-83: 3a Divisió 15è - 1983-84: 3a Divisió 10è - 1984-85: 3a Divisió 6è - 1985-86: 3a Divisió 11è - 1986-87: 3a Divisió 6è - 1987-88: 2a Divisió B 20è | - 1988-89: 3a Divisió 16è - 1989-90: 3a Divisió 14è - 1990-91: 3a Divisió 12è - 1991-92: 3a Divisió 3r - 1992-93: 3a Divisió 4t - 1993-94: 3a Divisió 11è - 1994-95: 3a Divisió 10è - 1995-96: 3a Divisió 16è - 1996-97: 3a Divisió 14è - 1997-98: 3a Divisió 20è - 1998-99: 1a Div. Catalana 5è - 1999-00: 1a Div. Catalana 2n - 2000-01: 3a Divisió 16è - 2001-02: 3a Divisió 19è - 2002-03: 1a Div. Catalana 5è - 2003-04: 1a Div. Catalana 13è - 2004-05: 1a Div. Catalana 9è - 2005-06: 1a Div. Catalana 18è - 2006-07: Preferent Territorial 9è - 2007-08: Preferent Territorial 16è - 2008-09: Primera Territorial 5è - 2009-10: Primera Territorial 1r | - 2010-11: Preferent Territorial 3r - 2011-12: 1a Catalana 2n - 2012-13: 3a Divisió 18è - 2013-14: 1a Catalana 7è - 2014-15: 1a Catalana 1r - 2015-16: 3a Divisió 9è - 2016-17: 3a Divisió 19è - 2017-18: 1a Catalana 12è - 2018-19: 1a Catalana 10è - 2019-20: 1a Catalana 8è - 2020-21: 1a Catalana 8è - 2021-22: 1a Catalana 11è - 2022-23: 2a Catalana 1r - 2023-24: 1a Catalana 5è - 2024-25: 1a Catalana 2n - 2025-26: Lliga Elit |

## Jugadors destacats
- Miquel Garrobé. Va jugar al CE Europa i al València CF.
- Teodor Mauri. Va jugar al RCD Espanyol.
- Crisant Bosch. Va jugar al RCD Espanyol.
- Manel Rosalén. Va militar al F. Barcelona als anys 30.
- Vicente Colino. Va jugar al FC Barcelona, RCD Espanyol i CE Sabadell.
- Llorenç Rifé. Jugador del FC Barcelona a finals dels 50 i principis dels 60. També va jugar al RCD de la Corunya.
- Joaquim Rifé. Jugador del FC Barcelona als 60. Posteriorment va ocupar el càrrec d'entrenador i va fer guanyar al Barcelona la Recopa d'Europa de Basilea (1979).
- Enrique Silvestre. Va jugar a Osasuna, Celta de Vigo i a la Reial Societat.
- Rafael Granero. Va jugar al RCD Espanyol (1964-1965).
- Jordi Carreño. Va militar al FC Barcelona (1971-1972).
- Josep Manel Casanova. Va jugar al RCD Espanyol (1975-1979).
- José Calzado Pepín. Va jugar al Getafe i al Valladolid.
- Francisco Sánchez. Va fitxar pel FC Barcelona, que el va cedir al CE Sabadell (1984-1985). Va jugar al CA Osasuna i al Reial Múrcia.
- Manel Expósito. Va jugar FC Barcelona B, AD Alcorcón i UE Figueres.